# Бондар Іван Іванович (арбітр)
Іван Іванович Бондар (нар. 12 вересня 1980, Київ) — український футбольний арбітр, представляє Київ. Суддя прем'єр-ліги з 2013 року.

## Кар'єра
Закінчив Національний університет фізичного виховання і спорту України.
Суддівство розпочав 2002 року з регіональних змагань. Арбітр ДЮФЛ та аматорської першості України (2003—2008), другої ліги (2008—2011), першої ліги (2011—2012). Від сезону 2011/2012 обслуговував першість України U-21.
16 березня 2013 року дебютував у прем'єр-лізі матчем «Зоря» — «Волинь».

## Статистика в елітному дивізіоні
Станом на 13 жовтня 2016:
І — ігри, Ж — жовті картки, Ч — червоні картки, П — призначені пенальті
| Сезон   | І  | Ж   | Ч | П |
| ------- | -- | --- | - | - |
| 2012/13 | 3  | 15  | 1 | 3 |
| 2013/14 | 9  | 31  | 1 | 1 |
| 2014/15 | 9  | 38  | 2 | 2 |
| 2015/16 | 9  | 42  | 3 | 3 |
| 2016/17 | 4  | 20  | 1 | - |
| Усього  | 34 | 146 | 8 | 9 |